# ادواردو دا کونسیسائو ماسیل
ادواردو دا کونسیسائو ماسیل (به پرتغالی: Eduardo da Conceição Maciel) مهاجم اهل برزیل است که در شهر نووا ایگواسو و در تاریخ ۱۲ نوامبر ۱۹۸۶ به دنیا آمده‌است.
ادواردو دا کونسیسائو ماسیل در تیم‌های فوتبال باشگاه فوتبال ناگویا گرامپوس، Corinthians-AL، Botafogo، SE Vila Aurora Rondonópolis، Rot Weiss Ahlen، Preussen TV Werl، OKS Olsztyn، Al Ahly Aley سابقهٔ حضور دارد.